# Bjurums församling
Bjurums församling var en församling i Skara stift och i Falköpings kommun. Församlingen uppgick 2006 i Gudhems församling. 

## Administrativ historik
Församlingen bildades 1768 genom sammanslagning av Mårby och Hångers församlingar. 
Församlingen var till 1962 annexförsamling i pastoratet (Vilske-)Kleva, Ullene och Bjurum (Mårby) som före 1768 även omfattade Hångers församling. Från 1962 till 1989 var den annexförsamling i pastoratet Gudhem, Östra Tunhem, Ugglum, Broddetorp, Hornborga, Sätuna, Bolum och Bjurum; från 1989 till 1998 annexförsamling i pastoratet Gudhem, Östra Tunhem, Ugglum, Broddetorp och Bjurum. Från 1998 till 2006 ingick den i pastorat med Stenstorps församling som moderförsamling. Församlingen uppgick 2006 i Gudhems församling.

## Organister
| Period    | Namn                   | Levnadstid | Övrigt   |
| --------- | ---------------------- | ---------- | -------- |
| 1788–1799 | Anders Hagqvist        | 1763–1834  | Organist |
| 1801–1828 | Anders Florén (Florin) | 1760–1828  | Organist |
| 1828–1868 | Johan Florén           | 1807–1868  | Organist |

## Kyrkor
- Bjurums kyrka